# Vergo
Vergo là một xã trong quận Delvinë thuộc hạt Vlorë, Albania. Dân số năm 2005 là 2328 người.